# Thank You for Today
Thank You for Today est le neuvième album studio du groupe américain de rock indépendant Death Cab for Cutie. L'album est sorti le 17 août 2018 sur Atlantic Records.

## Production et sortie
L'album a été produit par Rich Costey, qui avait déjà collaboré avec le groupe sur leur huitième album, Kintsugi. Il s'agit du premier album du groupe sans Chris Walla. L’album marque également la première apparition des guitaristes / claviéristes Dave Depper et Zac Rae sur un album de Death Cab for Cutie, après leur participation au single « Million Dollar Loan » en 2016 L'album a été annoncé le 13 juin 2018, avec la sortie du premier single, « Gold Rush ». Le groupe a également annoncé une tournée pour soutenir la sortie de l'album, à compter de l'automne 2018. Deux autres singles sont sortis avant la parution de l'album: « I Dreamed We Spoke Again » et « Autumn Love ». Le 13 août, l’album a été intégralement diffusé sur le site Web de NPR Music. « Gold Rush » faisait également partie du jeu vidéo EA Sports FIFA 19.
L'album est dédié à la mémoire de Scott Hutchison, leader du groupe de rock folk écossais Frightened Rabbit, décédé en mai 2018 Le chanteur de Death Cab for Cutie, Ben Gibbard, était un ami de Hutchison et un admirateur de ses compositions. Les deux groupes avaient fait une tournée ensemble en 2008

## Pistes
Toutes les paroles écrites par Benjamin Gibbard. 
| No  | Titre                   | Durée |
| --- | ----------------------- | ----- |
| 1.  | I Dreamt We Spoke Again | 3:05  |
| 2.  | Summer Years            | 4:28  |
| 3.  | Gold Rush               | 4:00  |
| 4.  | Your Hurricane          | 3:19  |
| 5.  | When We Drive           | 3:49  |
| 6.  | Autumn Love             | 4:19  |
| 7.  | Northern Lights         | 3:57  |
| 8.  | You Moved Away          | 3:49  |
| 9.  | Near/Far                | 3:42  |
| 10. | 60 & Punk               | 4:07  |

## Musiciens
Death Cab pour Cutie
- Benjamin Gibbard - voix principale, chœurs, guitares, piano, claviers, samples
- Nick Harmer - basse, chœurs sur « Gold Rush »
- Jason McGerr - batterie, percussion, programmation
- Dave Depper - guitares, claviers, chœurs
- Zac Rae - claviers, guitares, chœurs sur « Gold Rush »

Contributeurs supplémentaires
- Lauren Mayberry - voix supplémentaires sur « Northern Lights »
- Rich Costey - production